# شازیه اردوغان
شازیه اردوغان (انگلیسی: Şaziye Erdoğan؛ زادهٔ ۲۳ فوریهٔ ۱۹۹۲) وزنه‌بردار اهل ترکیه است.
وی در مسابقات کشوری و بین‌المللی در مجموع برندهٔ ۳ مدال طلا، ۱ مدال نقره، ۲ مدال برنز شده‌است.